# Gaston Thiesson
Gaston Thiesson, né le 30 juillet 1882 à Paris 6e et mort dans la même ville le 2 février 1920, est un peintre postimpressionniste français.

## Biographie
Gaston Thiesson né le 30 juillet 1882, à Paris (6e), comme son frère jumeau, Ernest Marie Gabriel (Marc) Thiesson (1882-1921).  
Il expose au Salon d'Automne de 1904 à 1921. En 1908, il expose au Salon de la Société des artistes indépendants. Il est initialement influencé par Alfred Sisley et Camille Pissarro puis par Paul Cézanne.
À partir de 1912, il se lie d'amitié avec Romain Rolland, qu'il défend pendant la Première Guerre mondiale contre les articles de la presse nationaliste,.
Il est proche de Jean-Richard Bloch. En 1913, il participe dans les colonnes de sa revue L'Effort libre à sa recherche de définition d'un art révolutionnaire.
Gaston Thiesson est un des cosignataires de la Déclaration de l'indépendance de l'Esprit, un manifeste rédigé par Romain Rolland et publié initialement dans le quotidien socialiste L'Humanité le 26 juin 1919. 
Des expositions posthumes de ses œuvres sont organisées au Salon d'Automne en 1921, au Salon des indépendants en 1926.
Il est le beau-frère du couturier Paul Poiret (par leurs femmes).

## Mort
Il est mort à 37 ans d'une tuberculose des reins et de la vessie à la clinique des frères de Saint-Jean-de-Dieu au 19 rue Oudinot à Paris 7e.

## Œuvres
- Le parvis de l’église, 1905
- Paysage Fluvial, 1906
- Portrait de Charles Vildrac, 1913
- Portrait d'Andrée Jouve (épouse de Pierre Jean Jouve)
- Femme nue à Sainte-Avoye, 1913